# Edoardo Zambanini
Edoardo Zambanini (Riva del Garda, 21 de abril de 2001) é um ciclista italiano que compete com a equipa Bahrain Victorious.

## Biografia
Após provar sorte no futebol, Edoardo Zambanini começou a andar em bicicleta aos cinco anos e começou a competir aos sete anos na Ciclistica Dro. O seu irmão Dennis também foi ciclista até juniors, ao igual que sua irmã Marilisa, que se converteu em jogadora de vôlei.
Nas categorias juvenis, corre tanto em rota como em pista. Em 2019 destacou-se entre os júniors (menores de 19 anos) ao terminar segundo no Grande Prêmio Sportivi dei Sovilla, quarto no campeonato italiano, décimo no campeonato europeu de rota e décima-cuarto no Tour du Pays de Vaud. Depois uniu-se ao clube Zalf Euromobil Fior em 2020, por seu tempo com os aspirantes (sub-23). Bom escalador, destacou em setembro ao acabar décimo e melhor jovem do Giro Ciclistico d'Itália. Também foi seleccionado para a equipa italiana para competir na Giro de Toscana, onde terminou 22.º.
A princípios de 2021 ocupou o duodécimo lugar no Per semper Alfredo entre os profissionais.
Em 2022 alinhou pelo equipa de ciclismo profissional de Bahrain Bahrain Victorious de categoria UCI WorldTeam (máxima categoria de equipas ciclistas).

## Palmarés
| \| Resultados em categoria amador \| \| ------------------------------ \| \| - 2020 - Coppa Ciuffenna \| - Ainda não tem conseguido vitórias como profissional. |
| Resultados em categoria amador |
| - 2020 - Coppa Ciuffenna |

## Resultados em Grandes Voltas
| Corrida | Corrida         | 2021 | 2022 |
| ------- | --------------- | ---- | ---- |
|         | Giro d'Italia   | —    | —    |
|         | Tour de France  | —    | —    |
|         | Volta a Espanha | —    |      |

—: Não participa

Ab.: Abandona

## Equipas
- - Zalf Euromobil Fior (2021)
- Bahrain Victorious (2022-)